# Jean Mouveroux
Jean Mouveroux (né le 5 avril 1902 à Piégut-Pluviers et mort le 15 mars 1988 à Limoges,) est un coureur cycliste français, actif dans les années 1920 et 1930.

## Biographie
Ancien membre du CC Périgourdin, Jean Mouveroux s'illustre principalement au niveau régional en remportant diverses courses. Il passe professionnel en 1926 et s'impose notamment sur le Tour du Sud-Ouest. En 1928, il triomphe sur le Circuit du Béarn. Il participe également à son premier et unique Tour de France. Sous les couleurs de l'équipe Fontan-Wolber-Elvish, il termine neuvième d'une étape à Charleville et vingt-et-unième du classement général. Il continue la compétition jusqu'en 1934 au moins.

## Palmarès

### Par année
- 1926
  - Tour du Sud-Ouest
  - 2e du Circuit des Charentes
- 1928
  - Circuit du Béarn
  - 3e du Tour de Corrèze

### Résultats sur les grands tours

#### Tour de France
1 participation
- 1928 : 21e